# Barbarzyńca

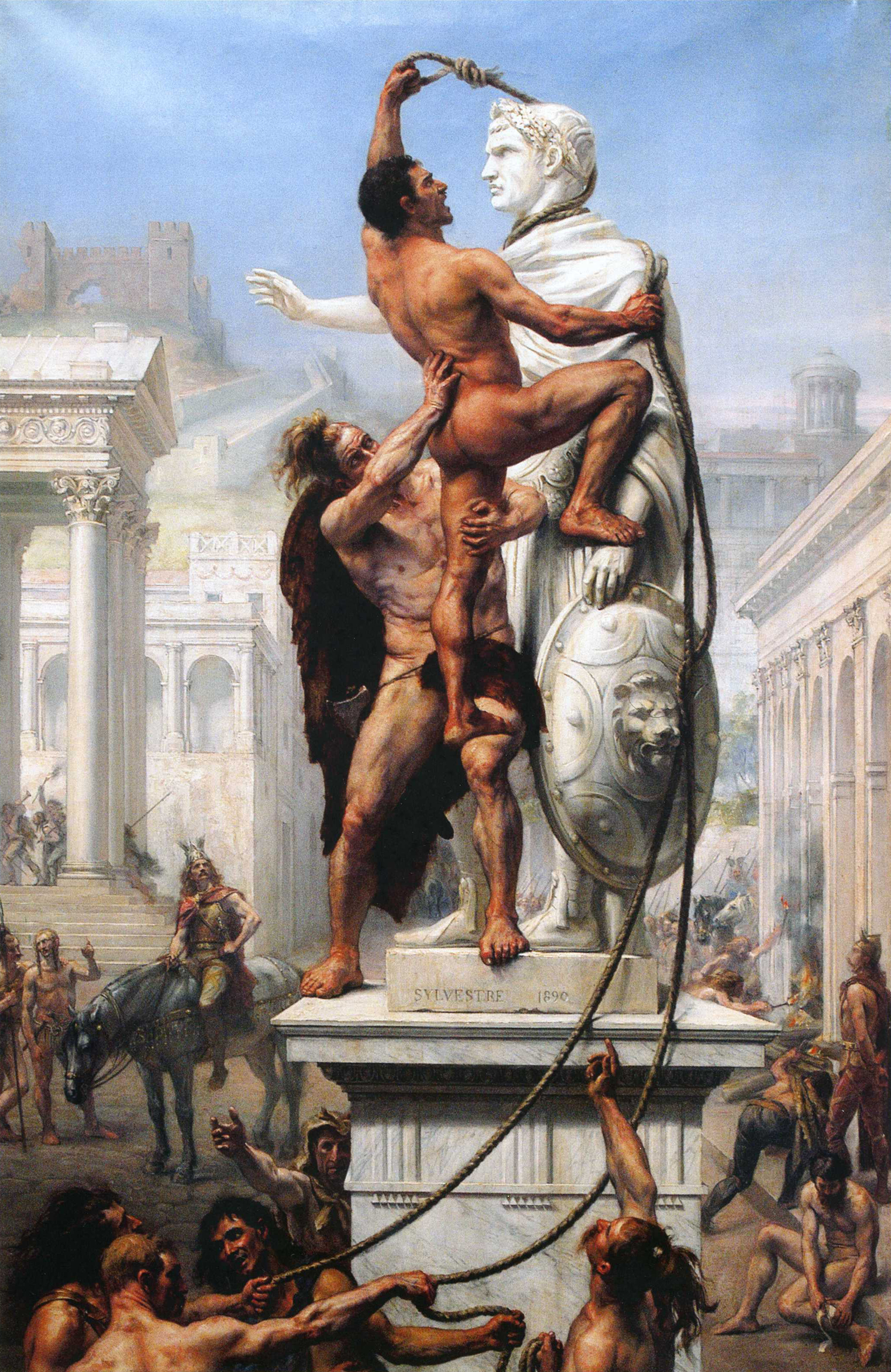
Obraz Splądrowanie Rzymu przez barbarzyńców w 410 roku (Joseph-Noël Sylvestre, 1890)

Barbarzyńca (gr. βάρβαρος/bárbaros, łac. barbarus „cudzoziemiec”) – człowiek dziki, pierwotny, niecywilizowany, okrutny, o prymitywnych odruchach, nieznający kultury europejskiej. W starożytnej Grecji każdy cudzoziemiec, w Rzymie ten, kto nie był Rzymianinem lub Grekiem. Homer podkreślał obcość Karów (sojuszników Trojan), nazywając ich βάρβαροφονοι/Barbarophonoi, czyli mówiących „bar-bar”, a więc wydających bezsensowne, niezrozumiałe dźwięki.
U starożytnych Greków pierwotnie neutralne określenie cudzoziemca czy człowieka posługującego się innymi językami niż grecki, później nabrało negatywnego znaczenia, oznaczając przedstawiciela niższej/innej od greckiej i rzymskiej kultury. Rzymianie określali tak przedstawicieli wszystkich ludów, które nie należały do grecko-rzymskiej cywilizacji, które miały cechować się dzikością i brakiem kultury.
W toku kontaktów z obcymi cywilizacjami, przede wszystkim wschodnimi, Grecy zauważyli dość istotne różnice, które zaowocowały tezą o wyższości Greków. Wyższość ta miała przejawiać się tym, iż Hellen miał prawo do uczestniczenia w życiu politycznym swojej polis, natomiast barbarzyńca wschodni podlegał władcy. Arystoteles doszedł do wniosku, iż „słuszną rzeczą jest, by Hellenowie nad barbarzyńcami panowali, jako że barbarzyńca, a niewolnik to z natury jedno i to samo”.
Barbarzyńcami dla Rzymian byli m.in.:
- Antowie
- Awarowie
- Celtowie
- Germanie
- Hunowie
- Partowie
- Persowie
- Sarmaci
- Scytowie
- Goci
- Wandalowie
- Frankowie

Grecy uznawali też za barbarzyńców m.in. starożytnych Macedończyków.
Barbarzyństwo to drugi z trzech etapów rozwoju ludzkości według Lewisa Morgana, który umiejscowił go między dzikością a cywilizacją.